# No Ritmo da Fé
No Ritmo da Fé é um filme de drama romântico brasileiro de 2023, dirigido por Ernani Nunes e escrito por Manuela Bernardi e com produção da Santa Rita Filmes. É estrelado por Mharessa, Isacque Lopes, Negra Li, Kíria Malheiros, Nayobe e Pedro Lobo. O filme foi lançado nacionalmente em 29 de julho de 2023 na Netflix. Em menos de uma semana o filme já tinha alcançado o Top 10 de produções mais consumidas da plataforma na semana com média de 2,2 milhões de horas assistidas não são apenas do público brasileiro mas em outros países da América Latina. 

## Sinopse
Camila (Mharessa), uma aspirante a compositora se envolve em um assalto e conhece Graça (Negra Li), uma mulher cristã que a convida para substituir o antigo guitarrista da banda cristã de seu filho Davi (Isacque Lopes). A musicista aceita e parte para o interior de São Paulo com os novos colegas, iniciando uma jornada de espiritualidade, amor e música.

## Elenco
- Mharessa como Camila
- Isacque Lopes como Davi
- Negra Li como Graça
- Kíria Malheiros como Amanda (Amandinha)
- Nayobe como Isabel (Bel)
- Pedro Lobo como Thiago
- Nicolas Lee como Clóvis
- Rafael Maia como Heitor